# Santa Cristina de Carreu

Santa Cristina, respecte del terme d'Abella de la Conca

L'església de Santa Cristina de Carreu fou una església del terme municipal d'Abella de la Conca, a la comarca del Pallars Jussà, situada a la vall de Carreu.
Estava situada al vessant sud-occidental de la Serra de Santa Cristina, a l'extrem de ponent d'aquesta serra, al nord de la partida de Claverol i de les restes de la masia del mateix nom. És al nord-oest de l'antic poble de Carreu. Actualment només en queda el topònim.

## Etimologia
Antiga església advocada a santa Cristina de la vall de Carreu.